# Microhydromys
Microhydromys là một chi động vật có vú trong họ Muridae, bộ Gặm nhấm. Chi này được Tate and Archbold miêu tả năm 1941. Loài điển hình của chi này là Microhydromys richardsoni Tate and Archbold, 1941.

## Các loài
Chi này gồm các loài: